# Slovenský veslársky klub
Slovenský veslársky klub je budova v Bratislavě, jejímž autorem je slovenský architekt Emil Belluš. Nachází se na pravém břehu Dunaje. 
Budova Slovenského veslařského klubu přibyla ke stávající budově Maďarskému klubu a vedle těchto dvou staveb byl v témže roce (1931) postavený i Německý veslařský klub podle návrhu architekta Josefa Konrada. Emil Belluš, který sám vesloval, přišel s myšlenkou projektu, který představoval erbovní typ avantgardní stavby. Hledání podoby architektury vyústilo do budovy, která svým tvarem připomíná loď nebo minimálně člun. Kromě požadavků vyplývajících z vlastností fyzického okolí, bylo třeba zejména sladit funkci klubu samotného se specifickými požadavky životního stylu ze začátku třicátých let 20. století.

## Hmotově-prostorové řešení
Přízemí je funkčně rozděleno na dvě části – křídla. Ve větším křídle budovy byl hlavní prostor určený pro ukládání skifů. Železobetonová kostra s konzolami výborně vyhovovala této funkci a dovolila použít nepřerušované pásové okno. Zatímco první křídlo má železobetonový skelet, druhé je tradičně zděné. Zde byly umístěny vstupní prostory klubovny a prostor pro motorové čluny. Kontinuita jednotlivých částí je přerušena vertikálním komunikačním jádrem, projevujícím se nejen dispozičně, ale i vizuálně z exteriéru. Je spojovacím místem všech funkčních částí stavby a zároveň vstupem do vrchního patra, kde se nacházely prostory samotné klubovny. Navržena lineární hmota budovy svým tvarem připomínající kubus, přes který je asymetricky přeložena další hmota schodiště, je 33,53 metrů dlouhá, 13,62 metrů široká a navrhovaná s přísnou východo-západní orientací. 

## Architektura
Původně byla budova lehkou sezónní stavbou s velkými skleněnými plochami a pobytovými terasami. Při přestavbě (architekti Juraj Fecanin, Henrich Kupec, Štefan Polakovič, 1993) ji lépe tepelně izolovali a namísto skladu motorových člunů se zde v současnosti (2007) nachází restaurace. Volné průčelí hlavní části, pásová okna, vzdušné terasy a horizontality, značí, že převládajícím architektonickým směrem je funkcionalismus. Pásové okno této velikosti architekt navrhl ve více projektech, ale prakticky ho použil pouze jednou – na skladě mouky v Banské Belé. Fasádu jako takovou tvoří zčásti zasklená plocha, která se snaží vytvořit funkci zprostředkovatele mezi vnitřní povahou klubu a prostředím, ve kterém se klub nachází.

## Významní členové
Slovenský veslařský klub má velké zásluhy na úspěších slovenského veslování. Mezi nejúspěšnější veslařů klubu patří Albert Krajmer, František Reich, Juraj Fecanin, Jaroslav Filip, Jan Žiška, Vladimír Urbánek, Martin Balažoviech, kteří se umístili na vysokých pozicích na Mistrovství světa, a jiní.